# Gustav Radbruch
Gustav Radbruch est un homme politique et un philosophe de droit allemand, né le 21 novembre 1878 à Lübeck (Empire allemand) et mort le 23 novembre 1949 à Heidelberg (RFA).
Membre du Parti social-démocrate d'Allemagne (le SPD), il est ministre de la Justice de 1921 à 1922 et en 1923. Il participe en 1928 au premier cours universitaire de Davos, avec de nombreux autres intellectuels français et allemands.

### Ouvrages
- Gesamtausgabe in 20 Bänden. Hrsg. von Arthur Kaufmann, Bd. 1: Rechtsphilosophie I, bearb. von A. Kaufmann, Heidelberg 1987.
- Einführung in die Rechtswissenschaft. Leipzig 1910; 11. Aufl., besorgt von Konrad Zweigert, Stuttgart 1964.
- Paul Johann Anselm Feuerbach. Ein Juristenleben. Wien 1934
- Rechtsphilosophie, Studienausgabe, herausgegeben von Ralf Dreier und Stanley L. Paulson, C. F. Müller, 2. Aufl., Heidelberg 2003